# Cantón de Faverges-Seythenex
El cantón de Faverges-Seythenex (en francés canton de Faverges-Seythenex) es una circunscripción electoral francesa situada en el departamento de Alta Saboya, de la región de Auvernia-Ródano-Alpes.
Fue creado en 1860. Al aplicar el decreto nº 2014-153 del 13 de febrero de 2014 sufrió una redistribución comunal con cambios en los límites territoriales que entró en vigor en el momento de la renovación general de asamblearios departamentales en marzo de 2015.

## Réferencias
1. ↑  Légifrance (ed.). «Decreto nº 2014-153 del 13 de febrero de 2014». (en francés)